# Rue Haute-Seille
La rue Haute-Seille est une rue du centre-ville de Metz en Lorraine.

## Situation et accès
La rue conduisait autrefois au Champ à Seille. La rue haute-Seille mène à la rue En Fournirue, à la rue des Tanneurs ainsi qu'à la rue du Champé, elle est située en zone 30.

## Origine du nom
La rue vient de la rivière de la Seille qu'elle longeait à l’époque,.

## Historique
Elle est située à l'emplacement d'un ancien canal qui a été comblé. En effet avant 1906 la Seille traversait Metz entre la rue des Tanneurs et la place Mazelle. Elle s'est appelée Obersaalstrasse entre 1906 et 1918, rue Haute-Seille entre 1918 et 1940, à nouveau Obersaalstrasse entre 1940 et 1944, avant de retrouver son nom rue Haute-Seille en 1944.
Il existait un moulin qui a été détruit par un incendie en janvier 1906. Un pénitencier y a été établi par l'administration allemande en 1878, supprimé en 1926.

## Bâtiments remarquables et lieux de mémoire
On y trouve entre autres le siège départemental de la Caisse primaire d'assurance maladie.